# Boğazkale
Boğazkale (appelée antérieurement Boğazköy et parfois Boghaz Keui) est un district de la province de Çorum, en Turquie, en Anatolie centrale. C’est le site de Hattusa, l’ancienne capitale des Hittites.
Depuis le début du XXe siècle, les archéologues modernes ont fouillé le site de Hattusa et découvert un riche ensemble de tablettes inscrites en cunéiformes, ainsi que des restes architecturaux de temples, portes, cimetières et autres bâtiments. Du fait de son riche héritage historique et architectural, Boğazkale est membre de l’European Association of Historic Towns and Regions (EAHTR), basée à Norwich.Association of Historic Towns of Turkey